# صخره‌ماهی شنگرف
صخره‌ماهی شنگرف (نام علمی: Sebastes miniatus) نام یک گونه از سرده صخره‌ماهی است.